# Scadenza trenta giorni
Scadenza trenta giorni è un film del 1945 diretto da Luigi Giacosi.

## Trama
Dopo una lite tra due giovani sposi circa la destinazione delle loro vacanze, il dilemma si risolve per gli impegni dell'uomo che essendo consulente legale non può abbandonare il suo posto di lavoro. La sposina decide di partire da sola, senza lasciare informazioni sulla sua destinazione.
In un lussuoso albergo, dove ha preso una stanza, la sposina incontra un ricco giovane, alquanto sprovveduto e circondato da un gruppo di amici che approfittano del giovane, vivendo a sue spese, facendogli credere di avere una grave malattia. Il giovane incontrata la sposina, che si fa passare per nubile, si innamora subito di lei e decide di sposarla subito, avverte pertanto la madre, proprietaria dell'industria dove lavora il giovane sposo.
La madre parte per raggiungere il figlio, portandosi dietro il suo procuratore, nonché giovane marito della sposina finta nubile. I due giovani sposini, dopo una reciproca sequela di liti e di scambi di accuse, finiscono per riappacificarsi.

## Produzione
Prodotto dalla Sidera Film di Luigi Giacosi e girato durante la RSI negli studi della F.E.R.T. nel capoluogo piemontese. Per il film vengono scritturati alcuni attori che si trovavano in quel periodo al Nord Italia con le loro Compagnie teatrali. La pellicola montata venne proiettata in alcune sale prima della fine del conflitto, a guerra finita per il film venne distribuito un nuovo visto di censura.